# Pimpla bolivari
Pimpla bolivari là một loài tò vò trong họ Ichneumonidae.